# Turó de l'Onyó
El Turó de l'Onyó és una muntanya de 739,8 metres d'altitud del terme municipal de Sant Quirze Safaja, a la comarca del Moianès.
Està situat en el territori del poble de Bertí, en el sector oriental del terme de Sant Quirze Safaja. És el cim més alt del Serrat de l'Onyó, situat en el seu extrem nord-est, a llevant de la masia de l'Onyó. En el seu vessant meridional es troba el Collet de l'Ullar. És també al sud-oest de la masia del Soler de Bertí i dels Camps del Soler de Bertí. El Camí de l'Ullar hi fa la volta pels costats est i sud.
A llevant d'aquests camps s'estenen la Solella Gran i la Vinyota.